# Antonín Capoušek
Antonín Capoušek (* 27. října 1983 Duchcov) je český vývojář videoher, manager, podnikatel, satirik a politik.

## Vzdělání
V letech 1999–2003 studoval SOŠT Glaverbel Czech obor Výpočetní technologie se zaměřením na aplikaci PC. V roce 2016 nastoupil ke studiu na Vysoké škole ekonomie a managementu na obor Podniková ekonomika a management.

## Vývoj videoher
V roce 2021 založil herní studio Boomer Games. Až do září 2023 pracoval na titulu Last Holiday, kdy ze studia odešel. Důvodem odchodu bylo podle vyjádření studia to, že se s investory rozešel v názoru, jak hru dál rozvíjet. Na PC hře Last Holiday působil jako producent, scenárista a dabingový režisér. Hra se odehrává v roce 2000 v obci jménem Bžany. která je mimochodem i obcí, kde Capoušek vyrůstal. Příběh vychází z jeho zážitků v této obci. Na dabingu se podíleli známí herci a dabéři. Například Petr Rychlý. Jakub Prachař, Dana Batulková nebo Bohuslav Kalva. Právě příběh a dabing byl kritikou a komunitou vřele přijat. Ale technické problémy s mnoha chybami a špatnou optimalizací zapříčinilo, že hra nebyla dobře přijata. 

## Politická činnost
V roce 2009 vstoupil do ODS. Až do konce svého působení byl členem MS Čimice, kde se seznámil s Lenkou Kohoutovou. Pomáhal jí v začátcích kampaně ve volbách do PSP 2010. ODS opustil v roce 2015. V roce 2018 se angažoval v kampani Martina Uhlíře do voleb do senátu (kandidoval za TOP 09 jako nestraník), pomáhal s analýzou volebního obvodu a s financováním kampaně. V roce 2018 stál u zrodu politického satirického hnutí ANO, vytrollíme europarlament. Dne 24. června 2019 se stal prvním místopředsedou hnutí. Za hnutí kandidoval ve volbách do EP v roce 2019. Byl na druhém místě kandidátky s povoláním Kryptobaron a získal 2,76 procent preferenčních hlasů. Během kampaně působil jako stratég a volební manager. V průběhu rozhovoru pro Aktuálně.cz vymyslel postavu Ištvána Jesetera, za kterého se podepsal. Aktuálně.cz jeho odpovědi otisklo i s citací této fiktivní postavy.

## Kryptoměny
V roce 2017 začal propagovat kryptoměny. Jako obor si vybral těžení takzvaných altkoinů (alternativní kryptoměny k bitcoinu). O problematice přednášel i na půdě Paralelní Polis. Pořádal i vlastní kurz. Pro privátní investory stavěl těžební farmy. Propagoval anonymní kryptoměny, hlavně Monero.

## Působení v médiích
V roce 2013 nastoupil jako ředitel vývoje do digitální divize Mladé Fronty vlastněné kontroverzním podnikatelem Františkem Savovem. Setrval v ní až do roku 2016, kde v rámci akvizice mezi Mladou Frontou a vydavatelstvím Czech News Center ovladané Danielem Křetínským přešel do nově vzniklé společnosti Serafico investment s.r.o. následně přejmenované na CN Invest, která vznikla připojením digitální divize z Mladé Fronty. Zde působil na pozici ředitele divize digitálních médií a pracoval na integraci akvizice do struktur společnosti. Z CN Invest odešel ještě tentýž rok, když se společnost organizačně sloučila s Czech News Center.

## Podnikatelská činnost

### Netzona.cz s.r.o.
Dne 4. února 2008 založil společně s Danielem Mařatkou společnost Netzona.Cz s.r.o. Společnost provozovala webhostingovou službu netzona.cz. Společnost se zabývala i jinou podnikatelskou činností. V roce 2009 společnost začala jako jedna z prvních nabízet kontrolu nemocných zaměstnanců. Reagovala tak na změnu zákona, kde čtvrtý až čtrnáctý den nemoci zaměstnanci již neproplácel stát, ale zaměstnavatel. Společnosti ale museli sami zajistit kontrolu, zda je zaměstnanec doopravdy nemocný a zdržuje se na místě nahlášené na neschopence. Právě na tuto povinnost nebyly schopny firmy včas zareagovat a tak vznikla začátkem roku 2009 poptávka po službě kontroly nemocných. Netzona.Cz s.r.o. upadla 15. listopadu 2010 do insolvence a Krajský soud v Ústí nad Labem na ní vyhlásil 23. března 2011 konkurz. Insolvenční správce žaloval Antonína Capouška pro porušení povinnosti řádného hospodáře o 442 254 Kč, kde soud žalobci nevyhověl a insolvenční správce se neodvolal. Insolvenční správce taktéž žaloval Antonína Capouška o částku ve výši 85.750 Kč, kde soud žalobci vyhověl pro zmeškání a byl podán návrh na soudní výkon rozhodnutí u Exekutorského úřadu v Teplicích.

### Hell Solutions s.r.o.
V roce 2010 spoluzaložil společnost Hell Solutions s.r.o. s Petrem Balounem. Byl vlastník 20 procent. Společnost začala svou činnost tím, že provozovala marketingové weby propagující HellSpy. Později spustili řadu affiliate webů jako například sexyoutlet.cz, vtipnatricka.cz a nakupniradce.cz. Dále se pustili jako jedni z prvních do výroby dekorativních samolepek na zdi v ČR, kde samolepky sami vyráběli pod značkou krasnedekorace.cz. Jako zahajovací akci použili slevu na slevovém portále slevomat, kde za první dva dny prodali 1 063 voucherů po 299 Kč. Koncem roku 2011 Antonín Capoušek prodal svůj podíl Petrovi Balounovi a ve společnosti již dál nepůsobil.

### Mighty Business s.r.o.
Manželka Nela Capouškova (za svobodna Schejbalová) vlastní 50 procentní podíl ve společnosti Mighty Business s.r.o. Tato společnost založila datové úložiště Datator.cz, který hned od startu zaujal média získal si značnou popularitu. Za rychlým startem stojí fakt, že původní marketingové weby, které vlastnila Hell Solutions s.r.o. koupil Capouškův přítel Jan Rákosník a přesměroval propagaci na Datator.cz. V roce 2017 projekt Datator.cz společnost Mighty Business s.r.o. prodala podnikatelům z Plzně. Společnost je v roce 2019 stále aktivní a za rok 2018 dosáhla tržby 8 395 000 Kč.